# Saint-Hyacinthe—Bagot—Acton
Pour les articles homonymes, voir Saint-Hyacinthe (homonymie) et Bagot.
Circonscription électorale fédérale du Canada
Saint-Hyacinthe—Bagot—Acton (auparavant Saint-Hyacinthe—Bagot, Saint-Hyacinthe et St-Hyacinthe—Bagot) est une circonscription électorale fédérale canadienne située au Québec, au sud-est de Montréal. Depuis les élections fédérales de 2019, cette circonscription est représentée à la Chambre des communes par Simon-Pierre Savard-Tremblay, député du Bloc québécois.

## Territoire
La circonscription comprend les municipalités régionales de comté d'Acton et des Maskoutains, conséquemment les municipalités suivantes :
- Acton Vale
- Béthanie
- La Présentation
- Roxton
- Roxton Falls
- Saint-Barnabé-Sud
- Saint-Bernard-de-Michaudville
- Saint-Damase
- Saint-Dominique
- Saint-Hugues
- Saint-Hyacinthe
- Saint-Jude
- Saint-Liboire
- Saint-Louis
- Saint-Marcel-de-Richelieu
- Saint-Nazaire-d'Acton
- Saint-Pie
- Saint-Simon
- Saint-Théodore-d'Acton
- Saint-Valérien-de-Milton
- Sainte-Christine
- Sainte-Hélène-de-Bagot
- Sainte-Madeleine
- Sainte-Marie-Madeleine
- Upton

Les circonscriptions limitrophes sont Bécancour—Nicolet—Saurel—Alnôbak, Drummond, Shefford, Belœil—Chambly et Pierre-Boucher—Les Patriotes—Verchères.

## Historique
La circonscription est créée en 1933 avec le nom de « St-Hyacinthe—Bagot » avec des portions de Bagot et de Saint-Hyacinthe—Rouville. En 1947, elle est renommée « Saint-Hyacinthe—Bagot ».
Elle est abolie en 1966. Des portions de la circonscription sont combinés à d'autres parties de Chambly—Rouville et Richelieu—Verchères pour créer une nouvelle circonscription nommée « Saint-Hyacinthe ». Saint-Hyacinthe est renommée « Saint-Hyacinthe—Bagot » après l'élection de 1980.
Lors du redécoupage électoral de 2022-2023, la circonscription conserve ses limites mais elle est renommée Saint-Hyacinthe—Bagot—Acton.
La circonscription est nommée en l'honneur du diplomate Charles Bagot et de l'évêque Hyacinthe de Cracovie.

## Députés
| Législature                                                      | Années        | Député                       | Parti | Parti                      |
| ---------------------------------------------------------------- | ------------- | ---------------------------- | ----- | -------------------------- |
| St-Hyacinthe—Bagot issue de Bagot et de Saint-Hyacinthe—Rouville |               |                              |       |                            |
| 18e                                                              | 1935–1940     | Adélard Fontaine             |       | Libéral                    |
| 19e                                                              | 1940–1944     | Adélard Fontaine             |       | Libéral                    |
| 19e                                                              | 1944-1945     | Joseph Fontaine              |       | Libéral                    |
| 20e                                                              | 1945-1949     | Joseph Fontaine              |       | Libéral                    |
| Saint-Hyacinthe—Bagot                                            |               |                              |       |                            |
| 21e                                                              | 1949–1953     | Joseph Fontaine              |       | Libéral                    |
| 22e                                                              | 1953–1957     | Joseph Fontaine              |       | Libéral                    |
| 23e                                                              | 1957–1958     | Théogène Ricard              |       | Progressiste-conservateur  |
| 24e                                                              | 1958–1962     | Théogène Ricard              |       | Progressiste-conservateur  |
| 25e                                                              | 1962–1963     | Théogène Ricard              |       | Progressiste-conservateur  |
| 26e                                                              | 1963–1965     | Théogène Ricard              |       | Progressiste-conservateur  |
| 27e                                                              | 1965–1968     | Théogène Ricard              |       | Progressiste-conservateur  |
| Saint-Hyacinthe                                                  |               |                              |       |                            |
| 28e                                                              | 1968–1972     | Théogène Ricard              |       | Progressiste-conservateur  |
| 29e                                                              | 1972–1974     | Claude Wagner                |       | Progressiste-conservateur  |
| 30e                                                              | 1974–1978     | Claude Wagner                |       | Progressiste-conservateur  |
| 30e                                                              | 1978–1979     | Marcel Ostiguy               |       | Libéral                    |
| 31e                                                              | 1979–1980     | Marcel Ostiguy               |       | Libéral                    |
| Saint-Hyacinthe—Bagot                                            |               |                              |       |                            |
| 32e                                                              | 1980–1984     | Marcel Ostiguy               |       | Libéral                    |
| 33e                                                              | 1984–1988     | Andrée Champagne             |       | Progressiste-conservateur  |
| 34e                                                              | 1988–1993     | Andrée Champagne             |       | Progressiste-conservateur  |
| 35e                                                              | 1993–1997     | Yvan Loubier                 |       | Bloc québécois             |
| 36e                                                              | 1997–2000     | Yvan Loubier                 |       | Bloc québécois             |
| 37e                                                              | 2000–2004     | Yvan Loubier                 |       | Bloc québécois             |
| 38e                                                              | 2004–2006     | Yvan Loubier                 |       | Bloc québécois             |
| 39e                                                              | 2006–2007     | Yvan Loubier                 |       | Bloc québécois             |
| 39e                                                              | 2007-2008     | Ève-Mary Thaï Thi Lac        |       | Bloc québécois             |
| 40e                                                              | 2008–2011     | Ève-Mary Thaï Thi Lac        |       | Bloc québécois             |
| 41e                                                              | 2011–2015     | Marie-Claude Morin           |       | Nouveau Parti démocratique |
| 42e                                                              | 2015–2019     | Brigitte Sansoucy            |       | Nouveau Parti démocratique |
| 43e                                                              | 2019–2021     | Simon-Pierre Savard-Tremblay |       | Bloc québécois             |
| 44e                                                              | 2021–2025     | Simon-Pierre Savard-Tremblay |       | Bloc québécois             |
| Saint-Hyacinthe—Bagot—Acton                                      |               |                              |       |                            |
| 45e                                                              | 2025–en cours | Simon-Pierre Savard-Tremblay |       | Bloc québécois             |

## Résultats électoraux
|                          | Nom                      | Parti politique          | Voix   | %       | Majorité |
| ------------------------ | ------------------------ | ------------------------ | ------ | ------- | -------- |
|                          | Yvan Loubier (sortant)   | Bloc québécois           | 27 838 | 56,02 % | 15 515   |
|                          | Huguette Guilhaumon      | Conservateur             | 12 323 | 24,8 %  |          |
|                          | Stéphane Deschênes       | Libéral                  | 4 884  | 9,83 %  |          |
|                          | Joëlle Chevrier          | NPD                      | 2 723  | 5,48 %  |          |
|                          | Jacques Tétreault        | Vert                     | 1 925  | 3,87 %  |          |
| Total des votes valides  | Total des votes valides  | Total des votes valides  | 49 693 | 98,36 % |          |
| Total des votes rejetés  | Total des votes rejetés  | Total des votes rejetés  | 827    | 1,64 %  |          |
| Total des votes exprimés | Total des votes exprimés | Total des votes exprimés | 50 520 | 66,39 % |          |
| Électeurs inscrits       | Électeurs inscrits       | Électeurs inscrits       | 76 101 |         |          |

|                          | Nom                      | Parti politique          | Voix   | %       | Majorité |
| ------------------------ | ------------------------ | ------------------------ | ------ | ------- | -------- |
|                          | Yvan Loubier (sortant)   | Bloc québécois           | 29 789 | 62,4 %  | 19 231   |
|                          | Michel Gaudette          | Libéral                  | 10 558 | 22,12 % |          |
|                          | Andrée Champagne         | Conservateur             | 5 240  | 10,98 % |          |
|                          | Joëlle Chevrier          | NPD                      | 1 204  | 2,52 %  |          |
|                          | Bruno Godbout            | Vert                     | 948    | 1,99 %  |          |
| Total des votes valides  | Total des votes valides  | Total des votes valides  | 47 739 | 97,52 % |          |
| Total des votes rejetés  | Total des votes rejetés  | Total des votes rejetés  | 1 213  | 2,48 %  |          |
| Total des votes exprimés | Total des votes exprimés | Total des votes exprimés | 48 952 | 64,77 % |          |
| Électeurs inscrits       | Électeurs inscrits       | Électeurs inscrits       | 75 575 |         |          |

| Élection fédérale de 2000 | Élection fédérale de 2000 | Élection fédérale de 2000 | Élection fédérale de 2000 | Élection fédérale de 2000 |
| Candidat                  | Candidat                  | Parti                     | # de voix                 | % des voix                |
| ------------------------- | ------------------------- | ------------------------- | ------------------------- | ------------------------- |
|                           | Yvan Loubier              | Bloc québécois            | 25 916                    | 55,4 %                    |
|                           | Michel Gaudette           | Libéral                   | 16 265                    | 34,8 %                    |
|                           | Jacques Bousquet          | Alliance canadienne       | 2 161                     | 4,6 %                     |
|                           | Frédéric Mantha           | Progressiste-conservateur | 1 932                     | 4,1 %                     |
|                           | Rachel Dicaire            | NPD                       | 499                       | 1,1 %                     |
| Total                     | Total                     | Total                     | 46 773                    | 100 %                     |
| Élection fédérale de 1997 |                           |                           |                           |                           |
| Candidat                  | Candidat                  | Parti                     | # de voix                 | % des voix                |
|                           | Yvan Loubier              | Bloc québécois            | 21 116                    | 42,9 %                    |
|                           | Jean-François Milette     | Progressiste-conservateur | 16 313                    | 33,2 %                    |
|                           | Antoine Locas             | Libéral                   | 10 970                    | 22,3 %                    |
|                           | Jacques Bousquet          | NPD                       | 809                       | 1,6 %                     |
| Total                     | Total                     | Total                     | 49 208                    | 100 %                     |
| Élection fédérale de 1993 |                           |                           |                           |                           |
| Candidat                  | Candidat                  | Parti                     | # de voix                 | % des voix                |
|                           | Yvan Loubier              | Bloc québécois            | 28 014                    | 57,4 %                    |
|                           | Hélène Riendeau           | Libéral                   | 10 124                    | 20,7 %                    |
|                           | Andrée Champagne          | Progressiste-conservateur | 9 834                     | 20,2 %                    |
|                           | Luc Chamberland           | NPD                       | 848                       | 1,7 %                     |
| Total                     | Total                     | Total                     | 48 820                    | 100 %                     |
| Élection fédérale de 1988 |                           |                           |                           |                           |
| Candidat                  | Candidat                  | Parti                     | # de voix                 | % des voix                |
|                           | Andrée Champagne          | Progressiste-conservateur | 25 267                    | 52,7 %                    |
|                           | Michel Gaudette           | Libéral                   | 16 289                    | 33,9 %                    |
|                           | Hélène Lortie-Narayana    | NPD                       | 6 442                     | 13,4 %                    |
| Total                     | Total                     | Total                     | 47 998                    | 100 %                     |
| Élection fédérale de 1984 |                           |                           |                           |                           |
| Candidat                  | Candidat                  | Parti                     | # de voix                 | % des voix                |
|                           | Andrée Champagne          | Progressiste-conservateur | 22 984                    | 47,3 %                    |
|                           | Marcel Ostiguy            | Libéral                   | 21 394                    | 44,1 %                    |
|                           | Claude R. Gagnon          | NPD                       | 2 196                     | 4,5 %                     |
|                           | Serge Alexis Lemoyne      | Rhinocéros                | 998                       | 2,1 %                     |
|                           | Bertrand Desrosiers       | Nationaliste              | 940                       | 1,9 %                     |
|                           | Laurent Gauthier          | Républicain               | 33                        | 0,1 %                     |
| Total                     | Total                     | Total                     | 48 545                    | 100 %                     |